# República de Molossia
La República de Molossia és una micronació fundada per en Kevin Baugh i que es troba a prop de Dayton, Nevada, als Estats Units d'Amèrica. No és reconeguda per cap país. El nom de Molossia deriva de la paraula espanyola morro. Baugh fa notar que el nom no té res a veure amb l'antic poble grec del molossos.
Molossia consisteix en tres (actualment només dues) propietats ubicades dins del territori continental dels Estats Units d'Amèrica i comprèn una àrea total de 5,8 hectàrees. Dues d'aquestes propietats són en mans de Baugh i la seva dona, mentre que l'altra no els pertany.

## Divisió territorial
La Província d'Harmony és situada a prop de Dayton, Nevada, i és el territori més petit de Molossia quant a grandària (4.047 m²). És el lloc principal de residència de la família Baugh, i el lloc de la capital designada de Molossia, Espera. El Protectorat de New Antrin és ubicat en una localització desconeguda a Pennsilvània i és el territori més gran que conforma Molossia, amb prop de 32.375 m². El seu nom prové del comtat nord-irlandès d'Antrim i té el seu propi governador, el Gran Almirall Hess.
L'agost de 2003, Baugh va adquirir un petit terreny rural al Nord de Califòrnia, que anomenà Colònia de Farfalla. Es va vendre la propietat el 2005, després que Baugh adquirís un altre terreny que va anomenar Província de Desert Homestead, al Sud de Califòrnia.

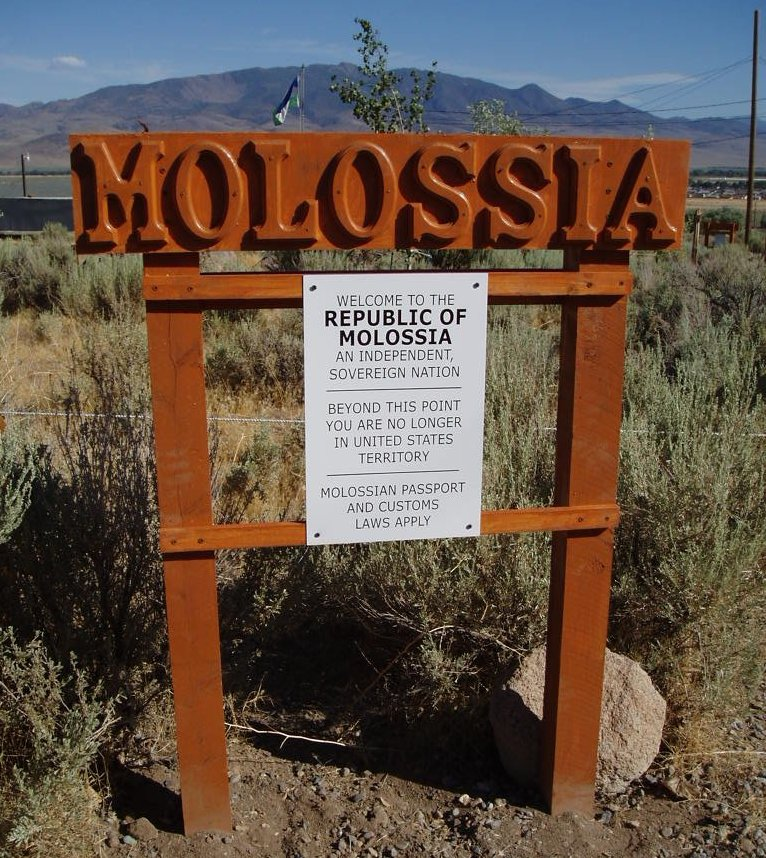
Frontera entre Molossia i els Estats Units.

## Reivindicacions
Vesperia és el nom de la reclamació de Molossia sobre 129.191 km² al planeta Venus. A més, Molossia reclama un espai denominat Neptune Deep a l'oceà Pacífic.